# Західнояванський газопровід
Західнояванський газопровід – трубопровідна система, за допомогою якої облаштували подачу блакитного палива споживачам у північно-західній частині індонезійського острова Ява.
Основну ділянку системи довжиною 218 км та діаметром 600 мм проклали від Чіламая повз столицю країни Джакарту до розташованого на західному завершенні острова міста Чилегон. Вона стала до ладу в 1976-му та мала пропускну здатність у 7 млн м3 на добу при робочому тиску до 4 МПа.
До Чіламаї ресурс надходить одразу з двох напрямків:
- зі сходу із розташованих на суходолі на газових родовищ Джатібаранг (вісім десятків кілометрів на схід від Чіламаї) і Цемара;
- з півночі із офшорних нафтогазових родовищ Арджуна та Парігі, від яких проклали трубопроводи діаметром 800 мм та 600 мм  відповідно (відомо, що довжина офшорних ділянок склала 40 км та 32 км).
В подальшому до системи також підключили перемички від наземних родовищ Ganiar, Пасірджаді (а через нього від Субанг), Cicauh. Втім, основні поставки все-таки забезпечували морські родовища (в 1996-му з них надійшло 78% ресурсу). 
Також на частині маршруту проклали другу нитку довжиною 66 км та діаметром 450 мм між Чіламая до Тегал-Геде. Від Тегал-Геде в свою чергу бере початок трубопровід діаметром 250 мм до цементних заводів у Богор, перші 27 км якого прямують у одному коридорі із основною частиною Західнояванського газопроводу. 
Перекачування газу забезпечили за допомогою компресорних станцій у Чіламая, Тегал-Геде та Бітунг.
Первісно найбільшим споживачем постаченого через систему блакитного палива стали завод із прямого відновлення заліза у Чилегоні (а також споруджена у комплексі з ним ТЕС Krakatau Daya Listrik) та завод з виробництва азотних добрив (підключений до ділянки між Чіламая та Тегал-Геде). В 1993-му розпочала роботу розрахована на споживання природного газу ТЕС Джабабека (саме в межах цього проекту проклали згадану вище другу нитку діаметром 450 мм). Крім того, від Західнояванського трубопроводу живиться газорозподільча система Джакарти, через яку могла отримувати блакитне паливо введена в дію наприкінці 1990-х ТЕС Муара-Тавар. У 2010-х неподалік від східної ділянки Західнояванського газопроводу почали роботу ТЕС Бекасі та ТЕС MM-2100.
На тлі зростання споживання та виснаження місцевих родовищ у 2006 – 2007 роках до Яви подали ресурс по системі Південна Суматра – Західна Ява, при цьому одну нитку останньої вивели на суходіл та сполучили із існуючою мережею на сході Джакарти, тоді як інша вийшла на берег у Чилегоні, від якого паралельно Західнояванському газопроводу проклали відтинок діаметром 600 мм до Серпонг на південно-східній околиці Джакарти.